# Bahnstrecke Carcaixent–Dénia
| Lokomotive EDO 27 (kurz für “ESTADO”, Staat) im Lokschuppen von Carcaixent |                     |                                       |                                       |
| |                     |                                       |                                       |
| Streckenlänge: | 66 km               |                                       |                                       |
| |                     |                                       |                                       |
| Eröffnung Carcaixent-Gandía: | 8. Februar 1864     |                                       |                                       |
| Eröffnung Gandía-Dénia: | 1. April 1884       |                                       |                                       |
| Spurweite bei Eröffnung: | 1380 mm             |                                       |                                       |
| Spurweite Gesamtstrecke zuletzt: | 1000 mm (Meterspur) |                                       |                                       |
| Letzter Betreiber Gesamtstrecke: | FEVE                |                                       |                                       |
| Heutiger Betreiber Teilstrecke: | RENFE               |                                       |                                       |
| \| \| \| C-1, C-2 von Valencia \| \| \| \| \| Silla \| \| \| \| \| \| \| \| \| \| jeweils mehrere Haltepunkte \| \| \| \| \| Beginn der ehem. Schmalspurstrecke \| \| \| \| 0,000 \| Carcaixent \| Carcaixent \| \| \| \| C-2 nach Moixent \| \| \| \| 8,920 \| La Barraca \| 76,17 msnm \| \| \| 16,020 \| Simat de la Valldigna \| 62,93 msnm \| \| \| \| Cullera \| \| \| \| \| \| \| \| \| 20 \| Tabernes de la Valldigna \| Tabernes de la Valldigna \| \| \| 26,728 \| Xeraco \| 17,88 msnm \| \| \| 28,680 \| Xeresa \| 10,9 msnm \| \| \| \| Platja i Grau de Gandia C-1 \| \| \| \| 32,788 \| Steinbruch L'Ull del Bou–Gandía Hafen \| Steinbruch L'Ull del Bou–Gandía Hafen \| \| \| 34,543 \| Alcoi–Gandía Hafen \| Alcoi–Gandía Hafen \| \| \| 34,951 \| Gandía C-1 \| 29,7 msnm \| \| \| \| bis hier heute Breitspur \| \| \| \| \| Riu Serpis (75 m) \| \| \| \| 42,708 \| Oliva \| 15,29 msnm \| \| \| 52,328 \| Molinell \| 12,27 msnm \| \| \| 56,331 \| El Verger \| 2,63 msnm \| \| \| \| El Palmar \| \| \| \| 65,455 \| Dénia-Norte \| 2,27 msnm \| \| \| \| nach Dénia Hafen \| \| \| \| \| Dénia \| \| \| \| \| nach Benidorm–Alicante \| \| |                     |                                       |                                       |
| Strecke |                     | C-1, C-2 von Valencia                 | C-1, C-2 von Valencia                 |
| Bahnhof |                     | Silla                                 | Silla                                 |
| Strecke von links · Abzweig geradeaus und nach rechts |                     |                                       |                                       |
| Haltepunkt / Haltestelle · Haltepunkt / Haltestelle |                     | jeweils mehrere Haltepunkte           | jeweils mehrere Haltepunkte           |
| Strecke · Strecke |                     | Beginn der ehem. Schmalspurstrecke    | Beginn der ehem. Schmalspurstrecke    |
| Bahnhof · Strecke | 0,000               | Carcaixent                            | Carcaixent                            |
| Abzweig ehemals geradeaus und nach rechts · Strecke |                     | C-2 nach Moixent                      | C-2 nach Moixent                      |
| Haltepunkt / Haltestelle (Strecke außer Betrieb) · Strecke | 8,920               | La Barraca                            | 76,17 msnm                            |
| Haltepunkt / Haltestelle (Strecke außer Betrieb) · Strecke | 16,020              | Simat de la Valldigna                 | 62,93 msnm                            |
| Strecke (außer Betrieb) · Haltepunkt / Haltestelle |                     | Cullera                               | Cullera                               |
| Abzweig ehemals geradeaus und von links · Strecke nach rechts |                     |                                       |                                       |
| Haltepunkt / Haltestelle | 20                  | Tabernes de la Valldigna              | Tabernes de la Valldigna              |
| Haltepunkt / Haltestelle | 26,728              | Xeraco                                | 17,88 msnm                            |
| ehemaliger Haltepunkt / Haltestelle | 28,680              | Xeresa                                | 10,9 msnm                             |
| Abzweig geradeaus und nach links · Kopfbahnhof Streckenende und quer |                     | Platja i Grau de Gandia C-1           | Platja i Grau de Gandia C-1           |
| Kreuzung (Querstrecke außer Betrieb) | 32,788              | Steinbruch L'Ull del Bou–Gandía Hafen | Steinbruch L'Ull del Bou–Gandía Hafen |
| Kreuzung (Querstrecke außer Betrieb) | 34,543              | Alcoi–Gandía Hafen                    | Alcoi–Gandía Hafen                    |
| Kopfbahnhof Strecke ab hier außer Betrieb | 34,951              | Gandía C-1                            | 29,7 msnm                             |
| Kilometer-Wechsel (Strecke außer Betrieb) |                     | bis hier heute Breitspur              | bis hier heute Breitspur              |
| Brücke über Wasserlauf (Strecke außer Betrieb) |                     | Riu Serpis (75 m)                     | Riu Serpis (75 m)                     |
| Haltepunkt / Haltestelle (Strecke außer Betrieb) | 42,708              | Oliva                                 | 15,29 msnm                            |
| Haltepunkt / Haltestelle (Strecke außer Betrieb) | 52,328              | Molinell                              | 12,27 msnm                            |
| Haltepunkt / Haltestelle (Strecke außer Betrieb) | 56,331              | El Verger                             | 2,63 msnm                             |
| Haltepunkt / Haltestelle (Strecke außer Betrieb) |                     | El Palmar                             | El Palmar                             |
| Bahnhof (Strecke außer Betrieb) | 65,455              | Dénia-Norte                           | 2,27 msnm                             |
| Abzweig geradeaus und nach links (Strecke außer Betrieb) |                     | nach Dénia Hafen                      | nach Dénia Hafen                      |
| Kopfbahnhof Strecke bis hier außer Betrieb |                     | Dénia                                 | Dénia                                 |
| Strecke |                     | nach Benidorm–Alicante                | nach Benidorm–Alicante                |

Die Bahnstrecke Carcaixent–Dénia verband Carcaixent mit Dénia in Spanien. Der Abschnitt von Tabernes de la Valldigna nach Gandía ist heute noch in Betrieb. Dort fahren S-Bahn-ähnliche Züge nach Valencia.

## Geschichte
Die 66 Kilometer lange Bahnstrecke von (valencianisch:) Carcaixent (spanisch: Carcagente) nach Dénia wurde in zwei Abschnitten eröffnet. Von Carcaixent nach Gandía fuhr ab 1864 ein von Tieren gezogenes „Tramway“ auf der ungewöhnlichen Spurweite von 1,38 Metern. 1884 wurde die Strecke auf Betrieb mit Dampflokomotiven mit Meterspur umgestellt und bis Dénia verlängert. In Gandía bestand Anschluss an die Linie von Alcoi zum Hafen von Gandía und in Dénia an die Strecke nach Alicante. 
Nach mehreren Betreiberwechseln wurde der Abschnitt von Carcaixent nach Gandía 1969 stillgelegt. Ein Teil (Tabernes bis Gandía) davon wurde 1973 in Breitspur wiedereröffnet und in das RENFE-Eisenbahnnetz integriert. Der andere Abschnitt von Gandía nach Dénia wurde 1974 stillgelegt und bisher in keiner Form ersetzt.

## Heutige Situation
Der Streckenabschnitt Tavernes–Gandía ist Teil des S-Bahn-Netzes Cercanías Valencia, er wird von den Zügen der Linie C1 Valencia Norte–Gandía etwa im Halbstundentakt bedient. Wegen des eingleisigen Abschnittes Cullera–Gandía und der Belastung des Knotens Valencia ist der Takt nicht völlig starr, die Fahrzeiten differieren um einige Minuten. Zusätzlich verkehren täglich drei Zugpaare zwischen Valencia Norte und Platia i Grau de Gandia/Playa y Grao de Gandía am Hafen von Gandía. Der Bahnhof Gandía ist seit der Wiederinbetriebnahme ein Tunnelbahnhof mit Bahnsteiggleisen im Bogen, eine Weiterführung in Richtung Dénia ist damit baulich vorbereitet.
Zwischen Gandía und Oliva sowie zwischen el Verger und Dénia dient das erhaltene Planum als Radweg (»vía verde«), zwischen Oliva und el Verger folgt eine Verbindungsstraße etwa dem Verlauf der Strecke. Das Bahnhofsgelände von Oliva ist ein öffentlicher Park, der Wasserturm und einige Nebengebäude sind erhalten.
Zwischen Valencia und Alicante gibt es auf der Küstenstrecke nun eine Lücke zwischen Gandía und Dénia, wo kein Zug mehr fährt. Diese unbefriedigende Situation führt zu Protesten der Bevölkerung und der Gemeindepolitiker der betroffenen Strecke.

## Zukunftspläne
Um die Lücke zu schließen, werden drei grundsätzlich verschiedene Lösungen diskutiert:
- Die Linie von Alicante nach Dénia wird als Schmalspurstrecke bis Gandía verlängert. Dies würde in etwa den Zustand vor der Stilllegung wiederherstellen.
- Die Rodalies-Züge der Linie C-1 von Valencia nach Gandía werden auf Breitspur bis Dénia verlängert. Diese Möglichkeit wurde auf der Demonstration im Januar 2010 gefordert.[1]
- Die große Lösung wäre eine mit einem einzigen Zug befahrbare Strecke von Valencia nach Alicante. Dabei müsste der Abschnitt Gandía–Dénia neu gebaut werden. Zu lösen wären hier administrative und technische Probleme: Der Streckenteil von Valencia nach Dénia untersteht der Zentralregierung in Madrid, während für den Abschnitt Dénia–Alicante die Generalitat Valenciana verantwortlich ist. Außerdem haben die in Betrieb befindlichen Abschnitte unterschiedliche Spurweiten. Daher müsste entweder die Strecke Dénia–Alicante in Breitspur neu gebaut werden (wahrscheinlich als Fortsetzung des AVE Madrid–Alicante) oder es wären für den Spurweitenwechsel ausgelegte Fahrzeuge einzusetzen. Trotz dieser Schwierigkeiten wurde die große Lösung im Juni 2010 von Regionalpolitikern propagiert. Nach diesen Plänen soll sich die Fahrtzeit von Valencia nach Alicante auf dann weniger als eineinhalb Stunden reduzieren, während sie jetzt allein auf der Strecke von Alicante nach Dénia zweieinhalb Stunden beträgt.[2] Allerdings erfordert das gebirgige Gelände eine praktisch durchgehende Neutrassierung, zudem hätte eine Hauptbahn zwischen Dénia und Alicante nicht dieselbe Erschließungsfunktion für die Küstenorte wie die bestehende Meterspurstrecke.